# Antichrist Rise to Power
Antichrist Rise to Power — дебютный студийный альбом канадско-американской блэк-метал-группы Departure Chandelier, выпущенный 10 мая 2019 года на лейбле Nuclear War Now! Productions.

## Отзывы критиков
Альбом получил положительные отзывы критиков. Брейден Тюренн из Exclaim! пишет: «Antichrist Rise to Power — это раскрытие силы, на которую способен сырой блэк-метал». Рецензент Metal Storm Apothecary назвал альбом хорошо написанным и запоминающимся. Мэнди Мелон из Rock Hard, напротив, пишет, что местами на альбоме слишком много повторений, из-за чего он не особенно запоминается.

## Список композиций
| №                   | Название                                             | Длительность |
| ------------------- | ---------------------------------------------------- | ------------ |
| 1.                  | «Intro (Napoleon’s Sword)»                           | 2:28         |
| 2.                  | «Life Escaping through the Candle's Smoke»           | 4:21         |
| 3.                  | «Forever Faithful to the Emperor»                    | 4:54         |
| 4.                  | «Catacombs Beneath the Castle of the Marquis»        | 4:57         |
| 5.                  | «Departure Chandelier»                               | 6:13         |
| 6.                  | «A Sacrifice to the Corsica Antichrist»              | 3:15         |
| 7.                  | «Re-Establish the Black Rule of France»              | 4:44         |
| 8.                  | «Outro (Exile on the Jagged Cliffs of Saint Helena)» | 3:30         |
| Общая длительность: | Общая длительность:                                  | 34:22        |

## Участники записи
- Crucifixus, Fanalis, Vinculum — все инструменты, вокал